# Ranspach
Ranspach je občina v departmaju Haut-Rhin francoske regije Alzacija.
Leta 1990 je v občini živelo 907 oseb oz. 80 oseb/km².